# Birgit Åkerlund-Littorin
Birgit Åkerlund-Littorin, född 24 september 1915 i Stockholm, död där 15 december 2008, var en svensk vissångare och konsthantverkare.
Hon var dotter till Åke Åkerlund och Lallie Pagel och gift första gången 1944 med häradshövdingen Ivar Hessius och andra gången 1950–1964 med advokaten Knut Littorin samt från 1973 med Kurt Trägårdh. Efter sångutbildning vid konservatoriet i Wien framträdde hon som vissångare vid olika konserter i Sverige och utlandet samt under flera år vid Sveriges Radio. Hon studerade därefter vid Tekniska skolan i Stockholm och vid porslinsfabrikerna Arabia i Finland samt vid Upsala-Ekeby och Wiens Kunstgewerbeschule samt Nääs slöjdseminarium. Hennes konst består av keramiska föremål samt mönsterritning för mattor och tyger. Hon är begravd på Norra begravningsplatsen utanför Stockholm.